# British Red Cross
Das Britische Rote Kreuz (englisch British Red Cross) ist nach den Genfer Abkommen von 1949 die Nationale Rotkreuz-Gesellschaft im Vereinigten Königreich Großbritannien und Nordirland und als solches Teil der Internationalen Rotkreuz- und Rothalbmond-Bewegung inklusive der Anerkennung ihrer sieben Grundsätze. Der Sitz ist in der Hauptstadt London.

## Geschichte
Als im Juli 1870 der Krieg zwischen Frankreich und Preußen ausbrach, schrieb Oberst Robert James Loyd-Lindsay einen Brief an die Times. Er forderte die Gründung einer Nationalen Gesellschaft in Großbritannien, so wie sie auch in anderen europäischen Ländern üblich war. Am 4. August 1870 fand in London eine öffentliche Versammlung statt, auf der die englisch National Society for Aid to the Sick & Wounded in War gegründet wurde. 1905 wurde sie in Britisches Rotes Kreuz umbenannt. Die erste Royal Charter wurde ihr 1908 von König Edward VII. verliehen.

## Organisation
Neben den nationalen Teilverbänden gibt es angeschlossene Auslandsverbände in den Überseegebieten.

### National
Es gibt folgende nationale Aufbauorganisation:

| Territory                                | Operational Area                     | Branches                             |
| ---------------------------------------- | ------------------------------------ | ------------------------------------ |
| Northern England                         | North East and Cumbria               | County Durham & Teesside             |
| Northern England                         | North East and Cumbria               | Northumbria                          |
| Northern England                         | North East and Cumbria               | Cumbria                              |
| Northern England                         | West Central                         | Lancashire                           |
| Northern England                         | West Central                         | Merseyside                           |
| Northern England                         | West Central                         | Greater Manchester                   |
| Northern England                         | East Central                         | Lincolnshire                         |
| Northern England                         | East Central                         | Leicestershire and Rutland           |
| Northern England                         | East Central                         | Northamptonshire                     |
| Northern England                         | Yorkshire                            | North Yorkshire                      |
| Northern England                         | Yorkshire                            | South Yorkshire                      |
| Northern England                         | Yorkshire                            | West Yorkshire                       |
| Northern England                         | Yorkshire                            | Hull & East Riding                   |
| Northern England                         | East Midlands                        | Derbyshire                           |
| Northern England                         | East Midlands                        | Nottinghamshire                      |
| Northern England                         | East Midlands                        | Cheshire                             |
| Scotland, Northern Ireland & Isle of Man | Northern Scotland                    | North East Scotland & Northern Isles |
| Scotland, Northern Ireland & Isle of Man | Northern Scotland                    | Highland & Western Isles             |
| Scotland, Northern Ireland & Isle of Man | Mid Scotland & Argyll                | Argyll, Bute & Dunbartonshire        |
| Scotland, Northern Ireland & Isle of Man | Mid Scotland & Argyll                | Tayside                              |
| Scotland, Northern Ireland & Isle of Man | Mid Scotland & Argyll                | Forth Valley                         |
| Scotland, Northern Ireland & Isle of Man | Fife, Lothian & Borders              | Fife                                 |
| Scotland, Northern Ireland & Isle of Man | Fife, Lothian & Borders              | Lothian                              |
| Scotland, Northern Ireland & Isle of Man | Fife, Lothian & Borders              | Borders                              |
| Scotland, Northern Ireland & Isle of Man | West Central and South West Scotland | Glasgow & Renfrewshire               |
| Scotland, Northern Ireland & Isle of Man | West Central and South West Scotland | Dumfries & Galloway                  |
| Scotland, Northern Ireland & Isle of Man | West Central and South West Scotland | Lanarkshire                          |
| Scotland, Northern Ireland & Isle of Man | West Central and South West Scotland | Ayrshire & Arran                     |
| Scotland, Northern Ireland & Isle of Man | Northern Ireland & Isle of Man       | Northern Ireland                     |
| Scotland, Northern Ireland & Isle of Man | Northern Ireland & Isle of Man       | Isle of Man                          |
| South East                               | East Anglia                          | Cambridgeshire                       |
| South East                               | East Anglia                          | Norfolk                              |
| South East                               | East Anglia                          | Suffolk                              |
| South East                               | Thames Valley                        | Berkshire                            |
| South East                               | Thames Valley                        | Oxfordshire                          |
| South East                               | Thames Valley                        | Buckinghamshire                      |
| South East                               | South Central                        | Hampshire                            |
| South East                               | South Central                        | Isle of Wight                        |
| South East                               | South Central                        | Surrey                               |
| South East                               | Beds, Herts & Essex                  | Bedfordshire                         |
| South East                               | Beds, Herts & Essex                  | Hertfordshire                        |
| South East                               | Beds, Herts & Essex                  | Essex                                |
| South East                               | London                               | London                               |
| South East                               | Kent & Sussex                        | Kent                                 |
| South East                               | Kent & Sussex                        | Sussex                               |
| Wales and Western                        | Wales                                | Mid & West Wales                     |
| Wales and Western                        | Wales                                | North Wales                          |
| Wales and Western                        | Wales                                | South Wales                          |
| Wales and Western                        | Wales                                | South & West Wales                   |
| Wales and Western                        | Hereford & Worcester                 | Hereford                             |
| Wales and Western                        | Hereford & Worcester                 | Worcestershire                       |
| Wales and Western                        | Hereford & Worcester                 | Shropshire                           |
| Wales and Western                        | West Midlands                        | Staffordshire                        |
| Wales and Western                        | West Midlands                        | West Midlands                        |
| Wales and Western                        | West Midlands                        | Warwickshire                         |
| Wales and Western                        | South West & Islands                 | Cornwall                             |
| Wales and Western                        | South West & Islands                 | Devon                                |
| Wales and Western                        | South West & Islands                 | Dorset                               |
| Wales and Western                        | South West & Islands                 | Somerset                             |
| Wales and Western                        | South West & Islands                 | Channel Islands                      |
| Wales and Western                        | Avon                                 | Gloucestershire                      |
| Wales and Western                        | Avon                                 | Avon                                 |
| Wales and Western                        | Avon                                 | Wiltshire                            |

### International
Das Britische Rote Kreuz hat neun Auslandsverbände (englisch overseas branches). Da sie alle in britischen Überseegebieten liegen, sind sie Teil des Britischen Roten Kreuzes.
- Anguilla: Rotes Kreuz Anguilla
- Bermuda: Rotes Kreuz Bermuda
- Britische Jungferninseln: Rotes Kreuz Britische Jungferninseln
- Cayman Islands: Rotes Kreuz Kaimaninseln
- Falklandinseln: Rotes Kreuz Falklandinseln
- Gibraltar: Rotes Kreuz Gibraltar
- Montserrat: Rotes Kreuz Montserrat
- St. Helena: Rotes Kreuz St. Helena
- Turks- und Caicosinseln: Rotes Kreuz Turks- und Caicosinseln

## Aufgaben
Quelle
- Sanitätswachdienst
- Krankentransport, Rettungsdienst
- Erste-Hilfe-Ausbildung
- Brand- und Notfallhilfe
- Verleih von medizinischen Geräten
- Ambulante Pflege

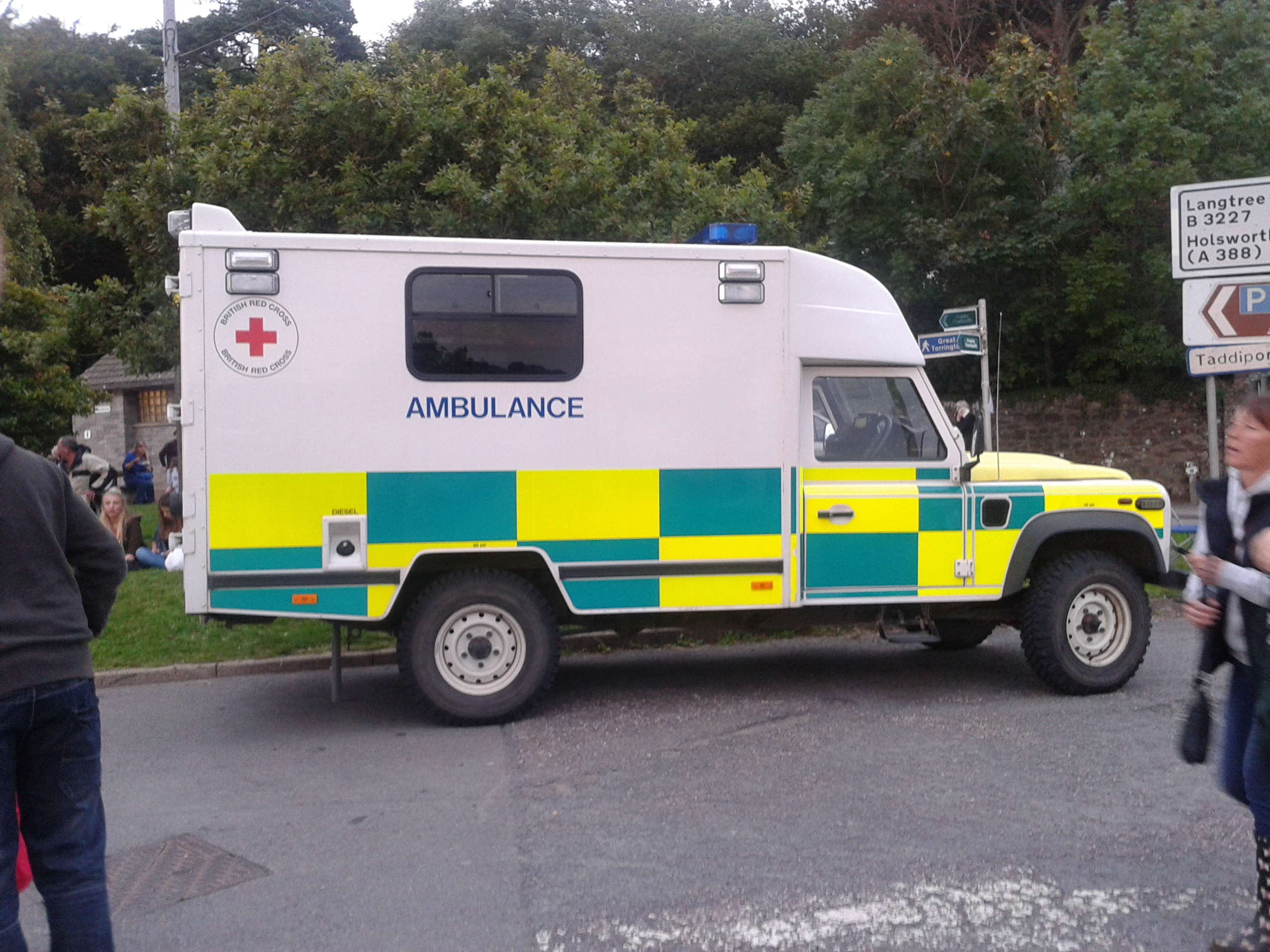
Krankenwagen des Britischen Roten Kreuzes

- Unterstützungsdienste für Geflüchtete
- Internationaler Suchdienst
- Internationale Humanitäre Hilfe

### Museum
In London unterhält das Britische Rote Kreuz ein Rotkreuz-Museum und Archiv. Das Museum eröffnete 1967 mit den Archiven und Artefakte gesammelt von Beryl Oliver, ehemalige Bildungsdirektorin des Britischen Roten Kreuzes.